# Sam Fell
Sam Fell est un animateur, acteur, réalisateur et scénariste britannique, né le 22 novembre 1965 sur l'Île de Sheppey en Angleterre.
Il a notamment travaillé sur plusieurs productions des studios Aardman.

## Filmographie

### Réalisateur
- 1992 : The Big Cheese
- 1996 : Pop
- 2001 : Rex the Runt (3 épisodes)
- 2002 : Chump
- 2006 : Souris City - coréalisé avec David Bowers
- 2008 : La Légende de Despereaux
- 2012 : L'Étrange Pouvoir de Norman - coréalisé avec Chris Butler
- 2023 : Chicken Run : La Menace nuggets

### Scénariste
- 1992 : The Big Cheese
- 1996 : Pop
- 2006 : Souris City (histoire originale)
- 2023 : Chicken Run : La Menace nuggets (histoire originale)

### Animateur
- 1996 : Wat's Pig
- 1996 : Pop

### Artiste de storyboard
- 1996 : Pop

### Acteur
- 2006 : Souris City : Liam, le prophète, Ladykiller et Fanseller
- 2008 : La Légende de Despereaux : Ned et Smudge

### Producteur
- 2023 : Chicken Run : La Menace nuggets